# 港区立三田中学校

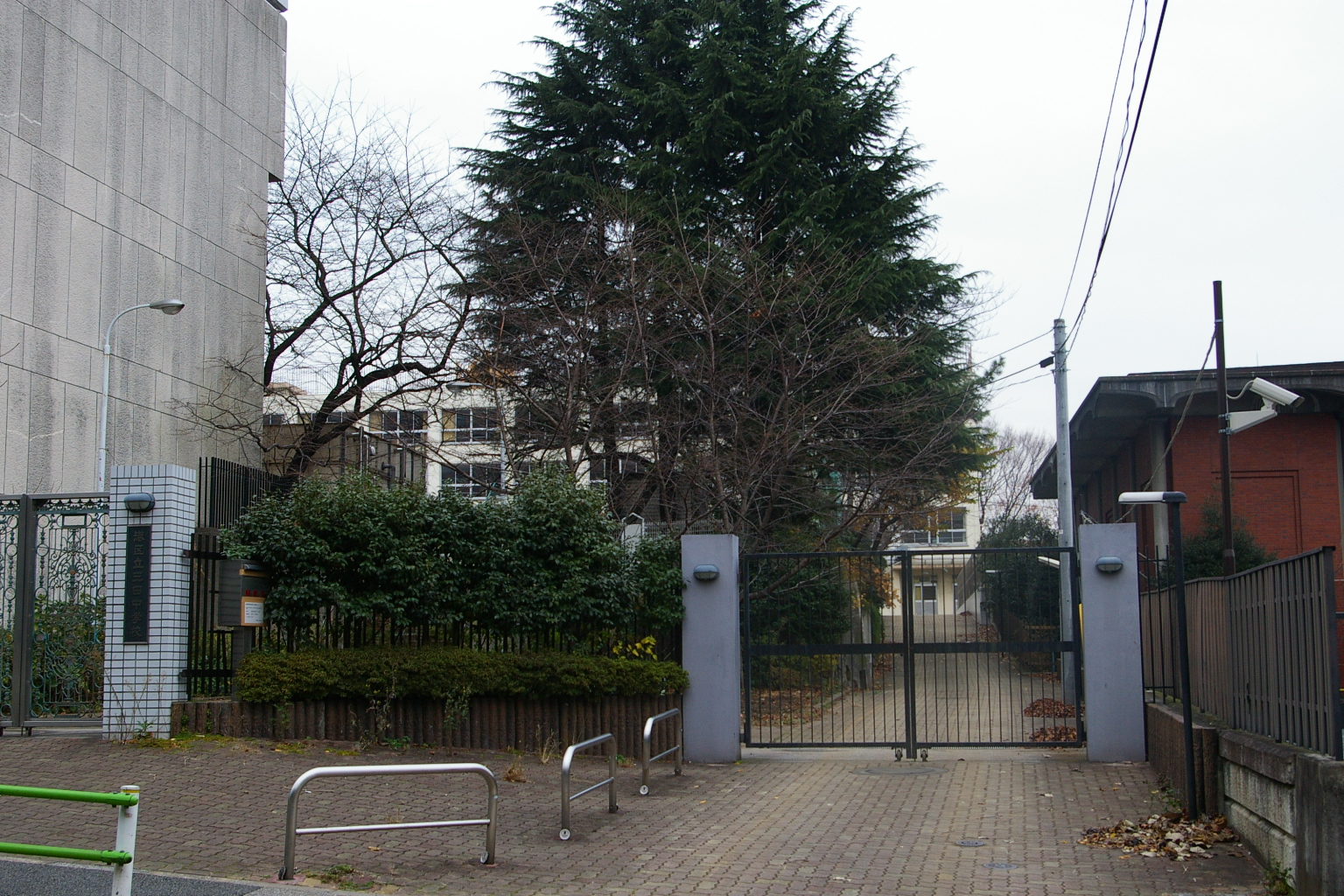
三田4丁目キャンパス

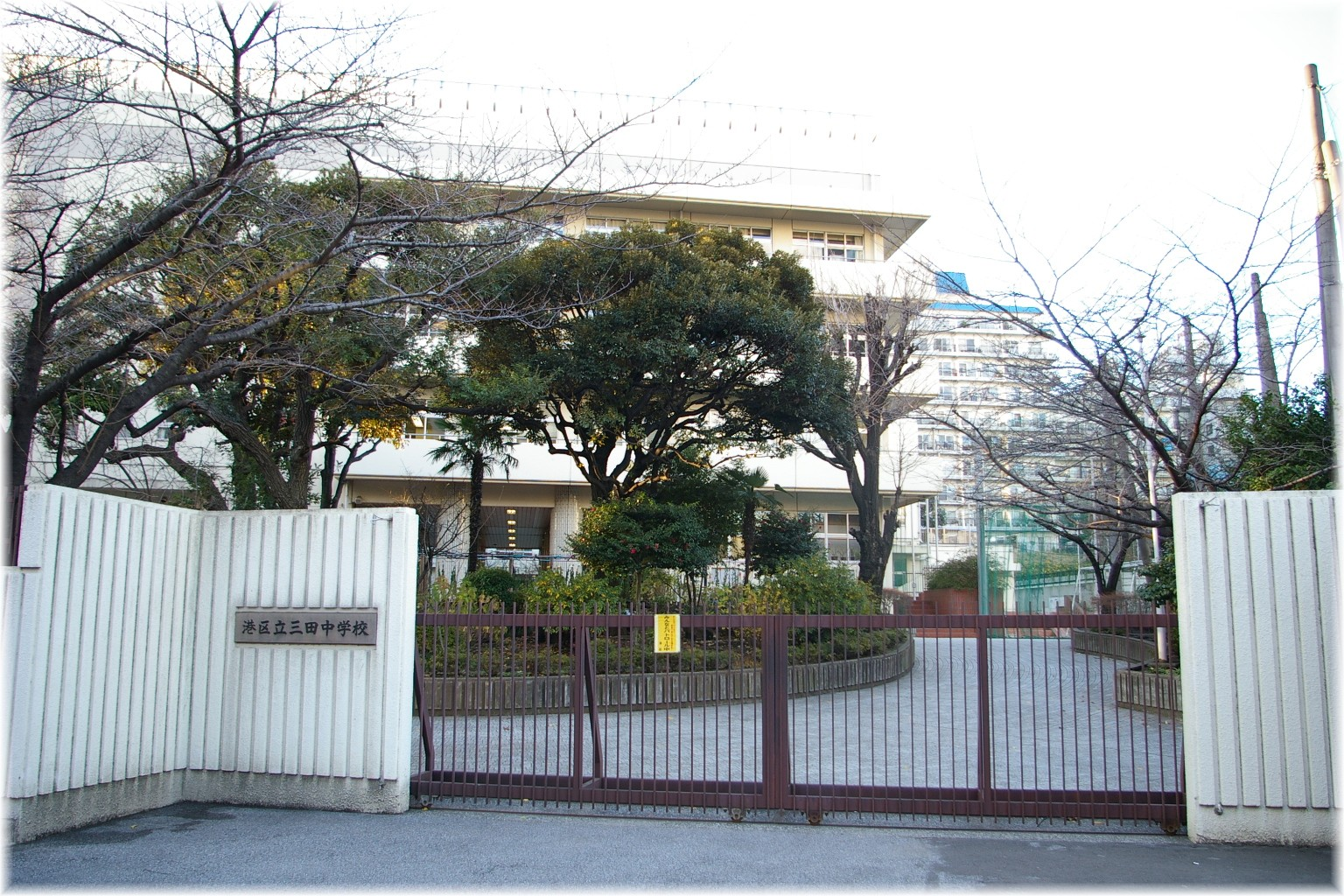
旧キャンパス

港区立三田中学校（みなとくりつ みたちゅうがっこう）は、東京都港区三田四丁目にある公立中学校である。

## 概要
数学と理科と英語については1年次から少人数制授業を実施し、生徒と保護者に各教科の評価・評定の方法について説明会を実施するなど積極的な進路指導を展開している。
土曜日には大手進学塾と提携し講師を招き特別の受験指導を行っている。
校舎は旧港中学校の敷地をそのまま利用していたが、2005年に新校舎建設のため三田三丁目の旧芝浜中学校の敷地に教育拠点を移し、新校舎が三田4丁目に完成し元の場所に戻った。キャンパスに隣接して港区教育委員会、駐日クウェート大使館が位置し、近隣には慶應義塾大学、慶應女子高校、慶應義塾中等部、都立三田高校、普連土学園等が存在し、それらからなる文教地区が形成されている。学校選択制以前の旧学区内には御田小学校、芝小学校、赤羽小学校が立地する。

## 沿革
- 2001年（平成13年）4月1日 - 芝浜中学校と港中学校を統合し、港区立三田中学校として開校。
- 2002年（平成14年）4月1日 - 港区教育委員会研究奨励校指定。
- 2004年（平成16年）11月11日 - 港区教育委員会研究奨励校研究発表。
- 2005年（平成17年）7月27日 - 新校舎新築のため、旧芝浜中学校校舎に移転。
- 2009年（平成21年）11月16日 - 新校舎完成。
- 2010年（平成22年）2月10日 - 港区中学校教育研究会研究発表。
- 2012年（平成24年）1月20日 - 港区教育委員会研究奨励校研究発表[1]。

## 教育方針
教育目標
教育目標21世紀を共に生きていくために、共感性、コミュニケーション能力のある人間性豊かな生徒の育成を目指す。
「自他を尊重し、共感し合う生徒（共感）」
「自ら学び、考え、行動する生徒（自立）」
「健康・明朗で礼儀正しい生徒（礼儀）」
生徒数と教員数
| 年度     | 生徒総数 | 1年生 | 2年生 | 3年生 | 教員数 | 職員数 |
| -------- | -------- | ----- | ----- | ----- | ------ | ------ |
| 平成23年 | 297人    | 96人  | 101人 | 100人 | 20人   | 5人    |
| 平成24年 | 297人    | 101人 | 97人  | 99人  | 20人   | 5人    |
| 平成25年 | 306人    | 101人 | 104人 | 101人 | 20人   | 4人    |
| 平成26年 | 309人    | 101人 | 102人 | 106人 | 20人   | 4人    |
| 平成27年 | 305人    | 98人  | 105人 | 102人 | 20人   | 5人    |
| 平成28年 | 283人    | 82人  | 95人  | 106人 | 20人   | 5人    |
| 平成29年 | 283人    | 101人 | 84人  | 98人  | 20人   | 5人    |
| 平成30年 | 274人    | 91人  | 98人  | 85人  | 19人   | 2人    |
| 令和元年 | 289人    | 94人  | 93人  | 102人 | 20人   | 2人    |
| 令和2年  | 281人    | 98人  | 93人  | 90人  | 19人   | 2人    |
| 令和3年  | 297人    | 105人 | 96人  | 96人  | 25人   | 2人    |

## 学校行事
「席書大会」、「百人一首大会」、「もちつき大会」、「校内作品展」などの文化活動に熱心で、「合唱コンクール」にも積極的に参加している。
近隣に大使館、在外公館が多数存在することから、国際的感覚の養成に取り組み、語学教育にも熱心である。部活においては「国際理解部」では、英会話授業を外国人講師と共に行い、英語の少人数制教育と連動させている。
同様に三田の地名を関する学校には東京都立三田高等学校があるが、両校のあいだには中高一貫教育などの特別な関係はない。

## 通学区域
住所別通学区域
| 芝一丁目 - 二丁目 | 芝三丁目 | 芝四丁目 五丁目 | 芝浦一丁目 | 海岸二丁目 | 三田一丁目 - 五丁目 | 高輪一丁目 |
| ----------------- | -------- | --------------- | ---------- | ---------- | ------------------- | ---------- |
| 全域              | 1 - 43番 | 全域            | 1 - 5番    | 全域       | 全域                | 4番、5番   |

## 交通
鉄道
- JR山手線 - 田町駅より徒歩11分。
- 都営浅草線 - 三田駅より徒歩10分。都営三田線 - 白金高輪駅より徒歩10分。東京メトロ南北線 - 白金高輪駅より徒歩10分。

## 出身者
港中学校
- 森昌子（演歌歌手、1974年卒）
- 池田晶子（哲学者、1976年卒）
- 可愛かずみ（女優、1980年卒）
- 鎌田和彦（オープンハウスグループ取締役副社長、インテリジェンス＜現・パーソルキャリア＞創業者兼元代表取締役社長、1981年卒）

芝浜中学校
- 若獅子茂憲（大相撲力士（元小結）、1963年卒）

三田中学校
- 木村祐志（サッカー選手、2003年卒）
- 山﨑真彰（プロ野球選手、2010年卒）